# Pulex
A Pulex a rovarok (Insecta) osztályának a bolhák (Siphonaptera) rendjébe, ezen belül a Pulicidae családjába tartozó nem.

## Tudnivalók
A Pulex-fajok apró, vérszívó rovarok. A nearktikus és a neotropikus ökozónákat hódították meg maguknak.

## Rendszerezés
Az Encyclopedia of Life szerint 7 faj tartozik ebbe a nembe:
- Pulex alvarezi Barrera, 1955
- Pulex echidnophagoides (Wagner, 1933)
- emberbolha (Pulex irritans) Linnaeus, 1758
- Pulex larimerius Lewis & Grimaldi, 1997
- Pulex porcinus Jordan & Rothschild, 1923
- Pulex simulans Baker, 1895
- Pulex sinoculus Traub, 1950

## Fordítás
- Ez a szócikk részben vagy egészben  a   Pulex című angol Wikipédia-szócikk ezen változatának fordításán alapul.  Az eredeti cikk szerkesztőit annak laptörténete sorolja fel. Ez a jelzés csupán a megfogalmazás eredetét és a szerzői jogokat jelzi, nem szolgál a cikkben szereplő információk forrásmegjelöléseként.